# Delphinstrategie

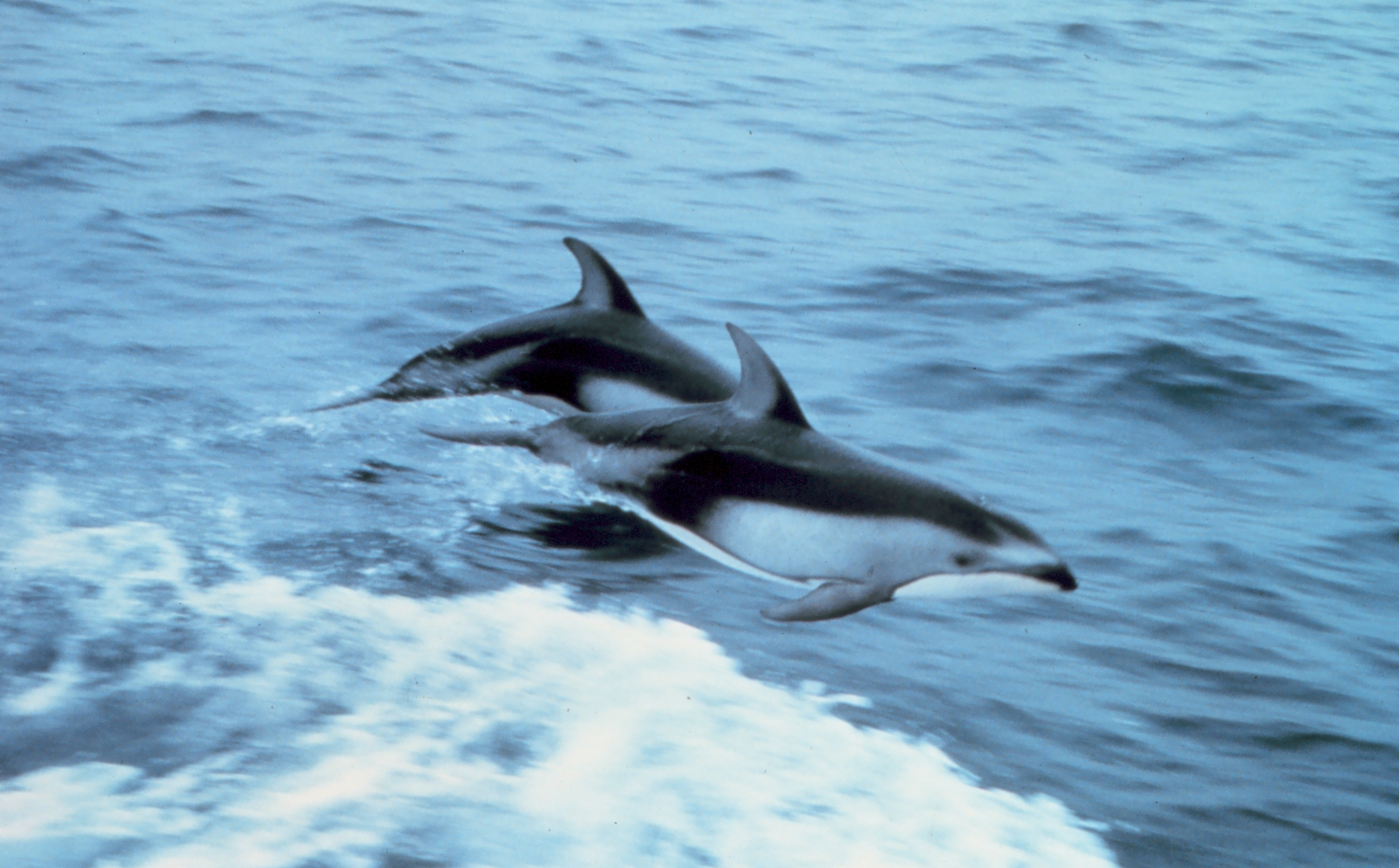
Die Delphinstrategie nimmt Anleihen bei einzelnen Aspekten des Sozialverhaltens der Meeressäuger.

Die Delphinstrategie ist eine Technik zur Verhaltenskoordination und -ausrichtung im Team aus der Managementlehre, die in den USA von Dudley Lynch und Paul Kordis entwickelt wurde. Die Delphinstrategie ist eine lizenzierte Methode, deren Markeninhaber und Lizenzgeber die Brain Technologies Corporation of Gainesville Florida, ist.

## Methodik
Die Lehre orientiert sich an dem Verhalten verschiedener Meerestiere, denen bestimmte Eigenschaften zugeschrieben werden. Diese Eigenschaften werden auf Organisationen projiziert, um deren Verhalten zu kategorisieren. Die Delphinstrategie setzt dabei auf Emotionale Intelligenz, Flexibilität und Kooperation.
Die Entwickler der Delphinstrategie gehen davon aus, dass Delphine ihre Verhaltensweise schnell und präzise im Team ändern, wenn sie nicht erreichen, was sie anstreben. Diese Fähigkeiten haben die Trainer und Autoren Dudley Lynch und Paul Kordis beobachtet und gemeinsam mit den Verhaltensweisen von Haien und Karpfen sinnbildlich auf Menschen und Organisationen im Umgang mit Veränderung übertragen. Eine wesentliche Aussage ist, dass Veränderungen in konventionell geführten Organisationen gewöhnlich zu spät vorgenommen werden. Das habe zur Folge, dass bei konventionellem Management vermeidbare Ertrags- und Energieverluste auftreten.
Das Symbolbild des Delphins weist hierbei auf eine Gemeinschaft hin, in der sowohl jedes einzelne Mitglied seine Individualität behält als auch gleichzeitig seine Fähigkeiten als Teil eines Ganzen optimal einsetzt. Dies soll sich auch mit Kunden und Geschäftspartnern oder der Familie als sozialem System erarbeiten lassen.
Mitarbeiter, die sich „delphinisch“ verhalten, nutzen nach Ansicht von Lynch und Kordis den qualitativen Vorteil, offen für alles zu sein, was funktioniert. Sie versuchen nicht immer wieder mit vermehrter Anstrengung, das Alte zu tun, sondern suchen nach neuen Lösungen, Alternativen.
Dabei gelten folgende Prinzipien, wobei die Formulierungen den Methodenbeschreibungen angelehnt und absichtlich emotionalisierend sind. Mit dem tatsächlichen Verhalten von Delphinen haben sie wenig zu tun, sie sind Metaphern, deren Wortlaut sich zwar der wissenschaftlichen Überprüfung entziehen, die aber als Bestandteil des Produktmarketings der Methode zur besseren Einprägsamkeit der gewünschten Analogien Verwendung finden:
1. Flexibilität: Lösungen suchen, sich dabei ständig hinterfragen. Wenn Delphine nicht bekommen, was sie wollen, verändern sie sehr schnell ihre Vorgehensweise.
2. In Frage stellen: sich lossagen von Dogmen und das Einnehmen von Meta-Positionen bei der Strategieentwicklung.
3. Zähigkeit: Delphine geben nicht leicht auf. Es sei denn, sie erkennen einen Nutzen darin.
4. Gewinnen: Delphine haben Freude daran zu gewinnen. Ihr Gehirn ist zu emotionalen Empfindungen fähig. Manager, die dementsprechend handeln, haben nicht das Bedürfnis, dass ein anderer verliert (siehe auch: Win-Win).
5. Kooperation: Delphine arbeiten gut mit anderen zusammen, aber handeln auch allein auf kompetente Weise. Kooperieren bringt in der Summe mehr als Konkurrenz oder die unabhängige Suche nach privaten Vorteilen.
6. Vision: Visionen zum eigenen Weg, zum Teamziel oder in der Firma schaffen erst Identifikation mit einem Ziel.
7. Eleganz: Delphine lieben präzise, saubere und vor allem einfache – eben elegante – Lösungen. Elegante Verhandlungsführung heißt beispielsweise, dass die Lösung für beide Parteien langfristig zur Zufriedenheit führen und Sinn ergeben muss.

## Anwendung
In verschiedenen Bereichen sollen Delphinstrategien nach der Auffassung ihrer Urheber praktisch einsetzbar sein:
- Einleiten und Unterstützen von Veränderungsprozessen in der Organisationsentwicklung
- Schaffen einer gemeinsam gelebten Unternehmenskultur
- Empowerment – Menschen befähigen, mit Begeisterung zu leisten
- Teamentwicklung und Zusammenarbeit zwischen Teams
- Verbessern von Kommunikation und Zusammenarbeit
- Individuelles und Team-Coaching
- Unterstützung von Personalplanung und Personalentwicklung (Assessment- und Developmentcenter)

## Kritik
An der Methode wird kritisiert, dass zur Vermarktung Metaphern aus dem Tierreich – der populäre Delphin als Sympathieträger – herangezogen werden, die keinerlei Basis in der Verhaltensforschung haben. Zudem wird die Form, in der die Management-Methode mit scheinbar authentischem tierischen Verhalten verglichen wird, als irreführend und das Vermarktungsbestreben als gegensätzlich zur philanthropischen Aussage der Methode bezeichnet.